# Instituto Stein de Investigación sobre el Envejecimiento
El Instituto Sam y Rose Stein para la Investigación sobre el Envejecimiento (Instituto Stein para la Investigación sobre el Envejecimiento) es un instituto de investigación multidisciplinario sin fines de lucro de la Facultad de Medicina de la Universidad de California, San Diego, ubicada en La Jolla, California . Establecido en 1983, investiga el envejecimiento saludable a través del desarrollo y la aplicación de los últimos avances en ciencias biomédicas y del comportamiento.  
Aunque la comprensión del envejecimiento ha mejorado enormemente durante las últimas décadas, la mayor parte de la investigación anterior se centró en los aspectos negativos del envejecimiento, como la discapacidad relacionada con la edad , la demencia o la depresión (ver: discriminación por edad ). Los más de 150 científicos del Instituto Stein están investigando predictores y asociaciones del envejecimiento cognitivo y emocional exitoso. Comprender estos procesos requiere contribuciones de ciencias básicas como la neurobiología y la genética , junto con el aporte de la medicina clínica y las ciencias sociales , como la antropología médica .

## Historia
El enfoque específico de la investigación del Instituto Stein ha cambiado a lo largo de los años desde su inicio en 1983. Al principio, el énfasis principal estaba en la enfermedad de Alzheimer . Posteriormente, este alcance se amplió para incluir varios trastornos relacionados con la edad, como el cáncer y la artritis . Dilip V. Jeste , al asumir la dirección del Instituto Stein en 2004, estableció el enfoque principal del Instituto en el envejecimiento exitoso .